# Ormyrus similis
Ormyrus similis är en stekelart som beskrevs av Zerova 1985. Ormyrus similis ingår i släktet Ormyrus och familjen kägelglanssteklar.
Artens utbredningsområde är:
- Tadzjikistan.
- Uzbekistan.

Inga underarter finns listade i Catalogue of Life.